# ماري مكمولين
ماري مكمولين (بالإنجليزية: Mary McMullen)‏ (1920، يونكيرس في الولايات المتحدة - 1986)؛ كاتِبة وروائية أمريكية.